# Kennedy Brice
Kennedy Brice (Atlanta, Georgia, 5 de marzo de 2004) es una actriz estadounidense conocida por su papel recurrente en la Cuarta Temporada de la exitosa serie The Walking Dead, interpretando a Molly.

## Carrera
Kennedy Brice es una actriz estadounidense que ha estado en el escenario desde que era una niña pequeña. Con numerosas producciones de teatro, mientras caminaba hacia su primer set de filmación "Crackerjack" en 2011 a los 7 años como un extra, y para el momento en que se fue, que llevaba consigo un papel de discurso y una pasión hundidos por la actuación. Kennedy acredita la "gente increíble" que ha conocido en conjuntos con la inspiración que ella aprenda lo más que pueda acerca de la narración de cuentos. Ella ha llegado a escribir, dirigir y protagonizar sus propios cortometrajes. Es estudiante de escuela primaria fue recientemente galardonada "Mejor Actriz" en el Festival de Cine de Savannah en 2013 por su papel de "Buddy". Ella también ganó 3 veces el premio Young Georgia Author. Kennedy tiene una pasión por ayudar a los demás y lo atribuye al hecho de que ha superado a sí misma a una discapacidad. Ha recibido un tímpano prótesis y dice que su audición ha sido completamente restaurado. Kennedy le encantan los animales y los zombis, por lo que ella dice que conseguir el papel de "Molly" en la Cuarta Temporada de The Walking Dead ha sido el punto culminante de su carrera hasta el momento.

## Filmografía
| Películas | Películas                   | Películas        | Películas |
| Año       | Título                      | Rol              | Notas |
| --------- | --------------------------- | ---------------- | --- |
| 2012      | Abraham Lincoln vs. Zombies | Niña Zombi       | Papel Menor |
| 2012      | Don't Look Down             | Quinn Logan      | Protagonista, Cortometraje |
| 2012      | Goldtooth                   | Debbie           | Protagonista, Cortometraje |
| 2013      | Standing Up                 | Niña en la playa | No Acreditada |
| 2013      | Devil's Knot                | Classmate        | Papel Menor |
| 2013      | Crackerjack the Movie       | Papel Menor      | |
| 2013      | The Walking Dead            | Molly            | Personaje Recurrente (Temporada 4) 30 Days Without An Accident (Temporada 4, episodio 1) Infected (Temporada 4, episodio 2) Too far Gone (Temporada 4, episodio 8) |
| 2013      | To the Moon                 | Melissa          | Protagonista, Cortometraje |
| 2013      | The Peach Creek Show        | Girl             | Coprotagonista, Cortometraje |
| 2013      | Boome & Slade               | Melissa          | Protagonista, Cortometraje |
| 2014      | June                        | June             | Protagonista |
| 2016      | The Devil's Dolls           | Chloe            | Protagonista |